# Hacker-Pschorr
Les origines de la brasserie Hacker-Pschorr remontent à l'année 1417 quand la brasserie Hacker a été fondée à Munich, en Allemagne, 99 ans avant l'établissement de l'édit du Reinheitsgebot de 1516 (loi s'occupant de la réglementation de la bière en Allemagne).
Hacker-Pschorr fait partie, avec Paulaner, du groupe Brau Holding International (de), détenu par Schörghuber Unternehmensgruppe (de) et Heineken.

## Hacker-Pschorr
À la fin du XVIIIe siècle, Joseph Pschorr a acheté la brasserie Hacker, qui appartenait à l'époque à son beau-père. Il a plus tard fondé une brasserie sous son propre nom. Par la suite, ses deux fils ont alors repris chacun une des deux brasseries. En 1972, Hacker et Pschorr fusionnèrent pour former Hacker-Pschorr, mais les bières ont continué à être vendues en tant que marques séparées jusqu'en 1975. Quatre années plus tard, la brasserie est acquise par Josef Schorghuber, propriétaire du groupe Paulaner, pour 80 millions de marks allemands.
En 2006, Hacker-Pschorr rachète la brasserie bavaroise Weißbierbrauerei Hopf ainsi que ses marques pour un montant non divulgué.
Le procédé de brassage est demeuré pratiquement sans changement pendant plus de 580 années.
Jusqu'en 2009, ses marques sont importées aux États-Unis par l'intermédiaire de Star Brand Imports, basées à White Plains, New York appartenant en partie à Heineken. Après cette date, Paulaner HP USA obtient les droits de distribution dans le pays américain et Star Brand est dissout.
L'Hacker-Pschorr Weisse est la plus populaire des bières de la compagnie, « 100 % naturelle, brassée avec l'eau de source ».
Hacker-Pschorr fait partie, avec Spaten, Paulaner, Augustiner, Hofbräu et Löwenbräu, des 6 brasseurs officiels de la fête de la bière de Munich : l'Oktoberfest.
La devise de Hacker-Pschorr est Himmel der Bayern, ce qui signifie le « ciel de Bavière »